# あのころ…Summer Memories
『あのころ…Summer Memories』（あのころサマーメモリーズ）は、2005年に公開された日本映画である。TWILIGHT FILEシリーズの5作目にあたる。山川恵里佳が主演を務め、倉貫匡弘、沖直未、藤波辰爾らが出演した。風間亮役には新人の青木魁がオーディションにて抜擢された。

## 登場人物

### 主要人物
- 佐伯小夜 - 山川恵里佳
- 風間亮 - 倉貫匡弘
- 風間夏香 - 沖直未
- 風間啓一 - 藤波辰爾
- 風間あづさ - 長谷川愛
- 早川望 - 上杉弘美
- 中尾一馬 - 吉野和晃
- 風間キミ - 深谷みさお
- 高橋靖 - 篠田薫
- 風間亮（子供時代） - 青木魁
- 風間綾子 - 藤岡香里

### その他
- 路川あかり
- 岩間誉
- 深澤大河
- 有村将
- 関根碧
- 竹村慧
- 垂井絵利菜
- 木村延生
- 松本円宏
- 赤澤芽
- 柳川まゆう
- 小谷野留奈
- 海老原利奈
- 城所修子
- 関口一沙
- 石橋雅春
- 齋藤真菜
- 今野祐輔

## スタッフ
- 製作 - 神品信市
- エグゼクティブプロデューサー - 神品信市
- プロデューサー - 陶久英治
- 脚本 - 河西春奈、佐藤圭作
- 監督 - 西川文恵
- 助監督 - 藤田賢一郎、小林憲史
- 音楽ディレクター - TOSIMITSU
- 撮影 - 伊刀嘉紘、永野敏
- スチール - 石郷友仁
- 製作チーフディレクター - 西村克也
- 製作ディレクター - 山多裕生
- 製作企画担当 - 高山重樹、松坂久美子、小川泰史
- 制作協力 - 有限会社アイボット
- 企画協力 - バーニング養成所
- 製作 - ミライ・アクターズ・プロモーション（現MIRAI PICTURES JAPAN）
- 配給 - 株式会社MIRAI

## 主題歌
最後の涙
作詞：前田美枝、作曲・編曲：クマロボ、歌：前田美枝

## DVD
- 2006年発売
- 発売：MIRAI、アムモ
- スタンダード・エディション（DVD1枚組）
映像特典は「劇場予告編・メイキング」「製作発表・インタビュー・対談」

## 関連商品
- パンフレット・ポスター・台本（2006年より発売、MIRAI）